# Proskauer Rose
Proskauer Rose (connu auparavant sous le nom de Proskauer Rose Goetz & Mendelsohn, LLP), fondé par William R. Rose en 1875, est l’un des plus grands cabinets d'avocats américain[réf. souhaitée]. Son siège est à New York. Dirigé par Joseph M. Leccese, le cabinet est célèbre pour son département de droit du sport : il travaille avec la Ligue majeure de baseball, la NBA, la LNH.
Ses activités regroupent également les junk bonds, la propriété intellectuelle, les actions de poursuite, le droit du travail, l’immobilier.
Proskauer Rose compte douze bureaux de par le monde :
 États-Unis
- New York
- Los Angeles
- Washington
- Boston
- Boca Raton
- Chicago
- La Nouvelle-Orléans
- Newark

 Brésil
- São Paulo

 Royaume-Uni
- Londres

 France
- Paris

 République populaire de Chine
- Hong Kong

## Source
- (en) Cet article est partiellement ou en totalité issu de l’article de Wikipédia en anglais intitulé « Proskauer Rose » (voir la liste des auteurs).